# 美人計 (歌曲)
〈美人計〉（英語：Honey Trap）是臺灣歌手蔡依林的歌曲，收錄於其第11張原創錄音室專輯《Myself》。該歌曲由崔惟楷和陳天佑作詞、Danielle Senior和Scott Wild作曲、小安製作。該歌曲作為專輯單曲於2010年7月14日由華納音樂和天熹娛樂發行。該歌曲的MV入圍第22屆金曲獎最佳音樂錄影帶獎。

## 背景
2010年3月16日，媒體報導蔡依林的新專輯將於同年7月發行，華納音樂大中華區總經理陳澤杉表示專輯包含多項國際合作，投資超過五千萬元。

## 創作
該歌曲為低音節拍浩室舞曲，合成器音色豐富，歌詞帶有挑逗性，蔡依林以唸唱方式展現性感且低沈的唱腔。

## 音樂影片
2010年7月27日，蔡依林發布〈美人計〉的MV，MV由車恩澤執導，拍攝經費達新臺幣一千萬元。蔡依林在MV中演繹Vogue舞，她表示初聽〈美人計〉Demo時即有意展現Voguing風格，遂請張勝豐協助尋找舞蹈指導，最終由美國真人秀節目《超級名模生死鬥》的老師指導。該老師介紹Voguing起源於監獄犯人模仿時尚雜誌模特兒動作而成的舞蹈PK，並教授其特有動作及背後意義，強調自信和態度的重要性。

## 其他版本
2010年10月20日，蔡依林發行該歌曲的重混版本「Dance with Me Remix」，單曲收錄〈娘子漢〉的重混版本「Cheerleading Remix」。〈美人計〉的重混版本由DJ George Leong製作，〈娘子漢〉的重混版本由DJ Oscar製作。

## 商業表現
該歌曲獲得2010年臺灣Hit FM年度百首單曲第一名。

## 評價
網易娛樂評價〈美人計〉為首波主打，風格較不迎合大眾口味，降低傳唱度以提升專輯整體性。樂評人琳距离指出〈美人計〉展現團隊國際化野心，雖為常見的低音節拍浩室舞曲，但蔡依林性感低沈音色及挑逗歌詞標誌風格轉變。
樂評人梁曉輝認為〈美人計〉以編曲見長，合成器音色豐富且恰到好處，結合多種效果點綴，既不雜亂亦非單調機械，展現華語編曲人小安的功力。蔡依林的多層次聲軌克服以往聲線薄弱問題，性感且收放自如，兼具歐美和日韓舞曲的層次與精緻感。
樂評人流水紀認為該曲由英美音樂人合作，融合電音和強力Rap，合成器音色濃厚且層次豐富，聽感熱鬧但不疲憊，惟蔡依林的Rap表現欠缺洋氣，唱腔顯得單薄，硬朗氣質詮釋稍顯勉強。
騰訊音樂樂評人老佑稱讚小安在編曲上的突破，指出〈美人計〉旋律普通，但編曲富有節奏感和層次，音效運用豐富且與蔡依林聲音融合良好，使歌曲完整。特別是歌曲中配樂Solo段落雖長，卻保持延續感，與MV搭配尤為貼合。

## 獎項
2010年12月21日，〈美人計〉MV獲得BQ紅人榜優酷指數年度MV。2011年3月26日，〈美人計〉獲得第二屆My Astro至尊流行榜至尊舞曲及至尊金曲20。同年4月9日，〈美人計〉獲第一屆全球流行音樂金榜Hit FM點播冠軍及年度20大金曲。同月24日，〈美人計〉獲2011年Music Radio中國Top排行榜音樂之聲點播冠軍及港台最佳金曲。同年5月13日，〈美人計〉MV入圍第22屆金曲獎最佳音樂錄影帶獎。

## 現場表演

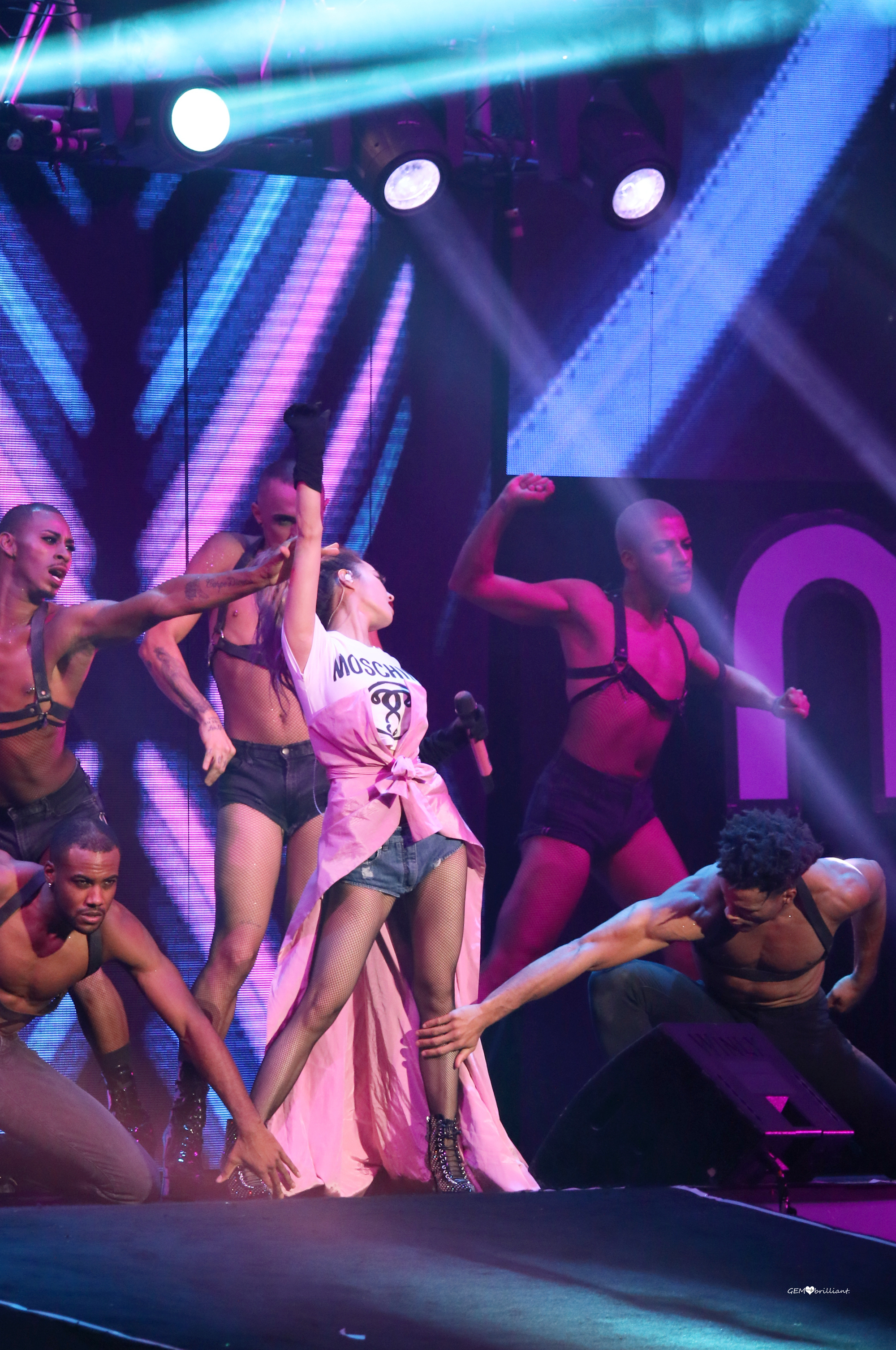
2016年12月3日，蔡依林在「第十屆音樂盛典咪咕匯」上演唱〈美人計〉。

2010年7月31日，蔡依林參加華視綜藝節目《綜藝大國民》，並演唱〈美人計〉。同年8月12日，蔡依林參加華視綜藝節目《Power星期天》，演唱〈美人計〉。同月27日，蔡依林參加中視綜藝節目《超級星光大道》，演唱〈美人計〉。同年9月2日，蔡依林參加浙江衛視綜藝節目《越跳越美麗》，演唱〈美人計〉。同月4日，蔡依林參加東方衛視綜藝節目《華人大綜藝》，演唱〈美人計〉。
同月22日，蔡依林參加中國中央電視台「蕪湖月·中華情 2010中央電視台中秋晚會」，並演唱〈美人計〉，同日，參加江蘇衛視綜藝節目《幸福晚點名》，演唱〈美人計〉。同月24日，蔡依林參加湖南衛視綜藝節目《天天向上》，演唱〈美人計〉。同年12月31日，蔡依林參加「Open Your Dream高雄跨年晚會」及「心High起義守歲狂歡100年跨年晚會」，皆演唱〈美人計〉。
2011年4月9日，蔡依林參加「第一屆全球流行音樂金榜頒獎典禮」，演唱〈美人計〉。同月24日，蔡依林參加「2011年Music Radio中國Top排行榜頒獎典禮」，演唱〈美人計〉。

## 曲目
宣傳CD
1. 〈美人計〉——3:34

宣傳CD——〈美人計〉（Dance with Me remix）
1. 〈美人計〉（Dance with Me Remix）——6:36
2. 〈娘子漢〉（Cheerleading Remix）——4:27

## 幕後人員
- 小安—和聲編寫、和聲
- 蔡依林—和聲
- The White N3rd—和聲
- 陳振發—錄音師
- 王俊傑—混音師
- 強力錄音室—錄音室、混音室

## 發行歷史
| 地區 | 日期           | 版本                  | 格式     | 經銷商   |
| ---- | -------------- | --------------------- | -------- | -------- |
| 臺灣 | 2010年7月14日  | 原版                  | 電台播放 | 華納音樂 |
| 臺灣 | 2010年10月20日 | Dance with Me remix版 | 電台播放 | 華納音樂 |

## 外部連結
- YouTube上的〈美人計〉（MV幕後花絮）